# Покровная система

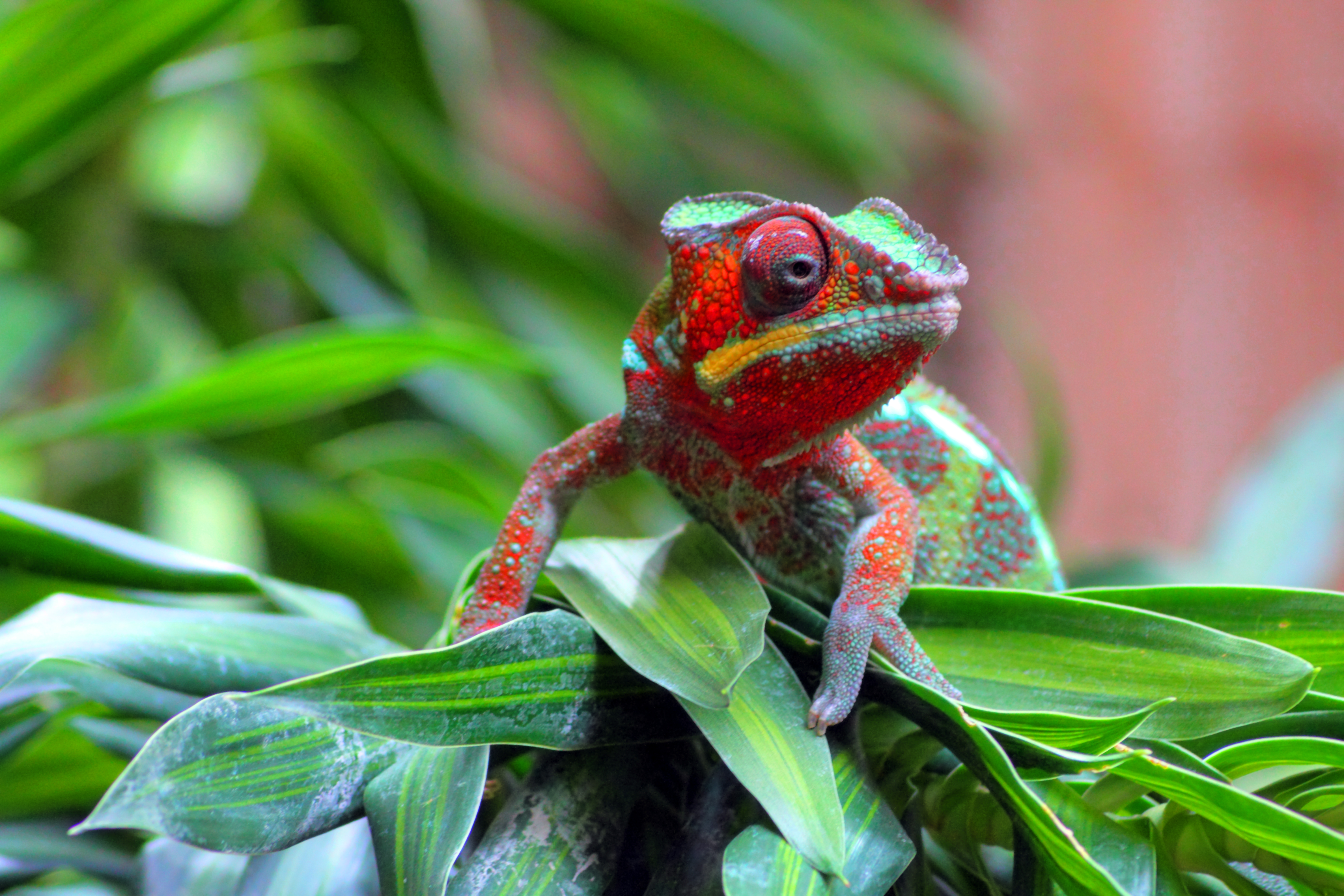
Хамелеоны — животные, способные изменять цвет кожного покрова

Покровная система (лат. integumentum, от in + tegere — «покрывать») — комплекс разновидностей эпителиальной ткани, элементов мышечной, соединительной и нервной тканей, сосредоточенных на поверхности организма. Она предохраняет организм от высыхания, температурных колебаний, повреждения, проникновения в организм ядовитых веществ и болезнетворных микроорганизмов (см. гомеостаз). Также у большого числа небольших, преимущественно беспозвоночных, водных животных или животных обитающих во влажных средах, покровная система отвечает за дыхание. Эта система является крупнейшей по размеру системой органов.

## Покровы

### Кожа
Кожа является самым большим по площади органом тела животного, например у человека её площадь составляет около 1,7 м². Кожа состоит из трех слоев: эпидермиса (наружного слоя), дермы и подкожно-жировой клетчатки гиподермы.
- Эпидермис включает в себя пять слоев эпидермальных клеток. Самый нижний слой — базальный — располагается на базальной мембране и представляет собой 1 ряд призматического эпителия. Сразу над ним лежит шиповатый слой (3-8 рядов клеток с цитоплазматическими выростами), затем следует зернистый слой (1-5 рядов уплощенных клеток), блестящий (2-4 ряда безъядерных клеток, различим на ладонях и стопах) и роговой слой, состоящий из многослойного ороговевающего эпителия. Эпидермис также содержит меланин, который окрашивает кожу и вызывает эффект загара.
- Дерма, или собственно кожа, представляет собой соединительную ткань и состоит из 2-х слоев — сосочкового слоя, на котором располагаются многочисленные выросты, содержащие в себе петли капилляров и нервные окончания, и сетчатого слоя, содержащего кровеносные и лимфатические сосуды, нервные окончания, фолликулы волос, железы, а также эластические, коллагеновые и гладкомышечные волокна, придающие коже прочность и эластичность.
- Подкожно-жировая клетчатка состоит из пучков соединительной ткани и жировых скоплений, пронизанных кровеносными сосудами и нервными волокнами. Физиологическая функция жировой ткани заключается в накоплении и хранении питательных веществ. Кроме того, она служит для терморегуляции и дополнительной защиты половых органов.

Помимо самой кожи в организме имеются её анатомические производные — образования, которые получают развитие из кожи и её зачатков. Различные выделения желёз, расположенных в коже, также являются частью наружного покрова организма.

### Производные кожи
- Во́лосы — составная часть защитного покрова, главным образом, у млекопитающих, филогенетически являются производными эпидермиса кожных покровов. У животных густой волосяной покров называется мехом или шерстью. Так называемые «волоски» (трихомы) также встречаются на различных органах растений.
- Гри́ва — длинные волосы, покрывающие шею и спину некоторых млекопитающих. Часто является одним из отличительных признаков самцов при наличии полового диморфизма. Может иметь разнообразную форму, от пышной и окружающей всю голову до аккуратной стоячей полоски вдоль позвоночника.
- Мех — волосяной покров млекопитающих. В отличие от шерсти, понятие мех применяется лишь к семействам куньих и зайцеобразных, а также к некоторым видам грызунов (бобёр) и псовых (лисицы)[3], а также кошачьих — рысь, леопард и так далее.
- Ше́рсть — волосяной покров кожи у млекопитающих, кроме человека.
- Подшёрсток (лат. Pili lanei) — вид волос у млекопитающих. Они тонкие, закрученные и не содержат коркового вещества (лат. Cortex pilii). Расположены плотно в качестве вторичных волос вокруг волос собственно шерсти (первичных волос). Основным предназначением подшёрстка является теплоизоляция. Волосы подшёрстка обладают лишь одной сальной железой.
- Перо́ — накожное роговое образование птиц, а также некоторых групп динозавров. Перья растут из расположенных рядами углублений кожи, называемых птерилиями. Лишь у немногих нелетающих птиц, например, у пингвиновых, птерилии не выражены, а перья растут равномерно по всему телу[4]. Перья не покрывают равномерно поверхность всего тела, а оставляют голые места (аптерилии, или аптерии[5]). Различают следующие части: стержень (лат. rachis), с нижней толстою частью — очином (calamus), и опахало (vexillam); внутри очина находится засохшая ороговевшая ткань (душка).
- Пух — перо с мягким стержнем и слабым развитием опахала. Обычное пуховое перо представляет собой коротенький стержень с пучком бородок на вершине и имеет форму кисточки. Длина очина небольшая — меньше 1 мм. Длина опахальной части со стержнем может достигать 10—20 мм. Бородки отходят от стержня симметрично, но их число на 1 мм длины стержня больше, чем на пере, и они значительно длиннее. Бородки пушинок имеют лучи, длина которых около 1 мм; толщина бородок пуха составляет около 5—7 мкм, они прочные, гибкие, упругие.
- Ко́готь (лат. ungues) — роговое образование кожного происхождения на концевой фаланге пальца у наземных позвоночных: большинства пресмыкающихся, всех птиц, многих млекопитающих и некоторых земноводных. Основные функции когтя — способствование передвижению, защита и нападение. Особенно различны когти млекопитающих: у лазающих видов они острые, у кошачьих относительно тонкие и втяжные, у роющих большие и уплощённые.
- Но́гти — это роговые пластинки (видоизменённые когти[6]) на тыльной поверхности концов пальцев верхних и нижних конечностей большинства приматов. Ногти являются производными эпидермиса. Наука, занимающаяся диагностикой состояния ногтей[7] называется Онихология.
- Копы́то — твёрдое роговое образование вокруг дистальных пальцевых фаланг копытных млекопитающих. Для парнокопытных принят термин копытце[8]. В анатомическом отношении копыта соответствуют ногтям у человека. Копыто является модифицированной кожей, у которой отсутствует нижний слой, а эпидермис превращён в мозоль.
- О́стеоде́рмы, или вторичные кожные окостенения — окостенения, располагающиеся в мезодермальном слое кожи у некоторых позвоночных животных. Остеодермы, как правило, имеют небольшой размер и пластиновидную форму. Кожные окостенения развивались в процессе эволюции неоднократно и независимо у разных групп тетрапод и не являются гомологами костной чешуи рыб.
- Чешуя́ — наружный покров некоторых живых существ, образуемый роговыми или костяными пластинками. Большинство рыб покрыты чешуёй, хотя у некоторых она редуцируется. Их чешуя представляет собой защитное костное образование в коже, иногда имеющее сложное строение. Чешуя рыб сочетается с наличием слизистых желёз в коже[9].
- Ко́жно-му́скульный мешо́к — единая и неразделимая система покровных и мышечных тканей плоских, круглых и кольчатых червей. Покровные ткани кожно-мускульного мешка могут быть представлены ресничным эпителием (у турбеллярий), погружённым эпителием, или тегументом (у паразитических плоских червей), многослойной кутикулой и гиподермой (у круглых червей), кутикулой и эпидермой с парными пучками щетинок (у кольчатых червей).
- Слизь — продукт секреции клеток, в многоклеточных организмах — преимущественно эпителиальной ткани слизистых оболочек. Это вязкое вещество чаще всего состоит из гликозаминогликанов, также часто содержит некоторые антисептики (например, лизоцим) и иммуноглобулины, которые служат для защиты эпителиальных клеток лёгких, желудочно-кишечного тракта, мочеполовой системы, зрения и слуха у млекопитающих; эпидермиса у земноводных, жабр у рыб. Улитки, слизняки и некоторые беспозвоночные также производят слизь, которая, помимо защитной функции (как слизистой, так и от хищников из-за неприятного вкуса), может облегчить передвижение и играть свою роль при коммуникации.

### Экзоскелет
Для большинства беспозвоночных, в частности — для моллюсков и членистоногих, в качестве покровной системы выступает экзоскелет. У моллюсков он представлен раковиной, а у членистоногих — хитиновым панцирем.
Раковина состоит из трёх слоёв:
- Периостракум — наружный слой,
- Остракум — средний слой раковины,
- Гипостракум — внутренний перламутровый слой.

## Пигментация
Цвет кожи и волос предоставляется такими пигментами как меланин (чаще всего чёрный или коричневый, некоторые формы красные), каротин (желтый или оранжевый) и кровью в капиллярах, которые можно увидеть через прозрачные слои кожи. Меланин в наибольшей степени поглощает ультрафиолетовое излучение, которое может вызвать рак, а воздействие солнечного света вызывает увеличение секреции меланина — загар — временно увеличивает защиту от ультрафиолета. Меланин в наибольшей степени отвечает за цвет кожи и волос животных. Врождённое отсутствие пигмента кожи, волос, радужной и пигментной оболочек глаза называются альбинизмом.